# Stara Prîluka
Stara Prîluka (Prîluka Vechi; în ucraineană Стара Прилука) este un sat în regiunea Vinnița din Ucraina. Are 1,575 locuitori, preponderent ucraineni.

## Demografie
Componența lingvistică a satului Stara Prîluka
     Ucraineană (98,92%)
     Rusă (1,02%)
     Alte limbi (0,06%)
Conform recensământului din 2001, majoritatea populației satului Stara Prîluka era vorbitoare de ucraineană (98,92%), existând în minoritate și vorbitori de rusă (1,02%).